# Калайдинцівська сільська рада
Калайдинцівська сільська рада — колишній орган місцевого самоврядування у Лубенському районі Полтавської області з центром у c. Калайдинці.

## Населені пункти
Сільраді були підпорядковані населені пункти:
- c. Калайдинці
- c. Клепачі
- c. Лушники
- c. Халепці
- c. Хитці

## Населення
Згідно з переписом УРСР 1989 року чисельність наявного населення сільської ради становила 2571 особа, з яких 1110 чоловіків та 1461 жінка.
За переписом населення України 2001 року в сільській раді мешкали 2193 особи.

### Мова
Розподіл населення за рідною мовою за даними перепису 2001 року:
| Мова       | Відсоток |
| ---------- | -------- |
| українська | 99,01 %  |
| російська  | 0,90 %   |
| білоруська | 0,05 %   |